# Jan Herman

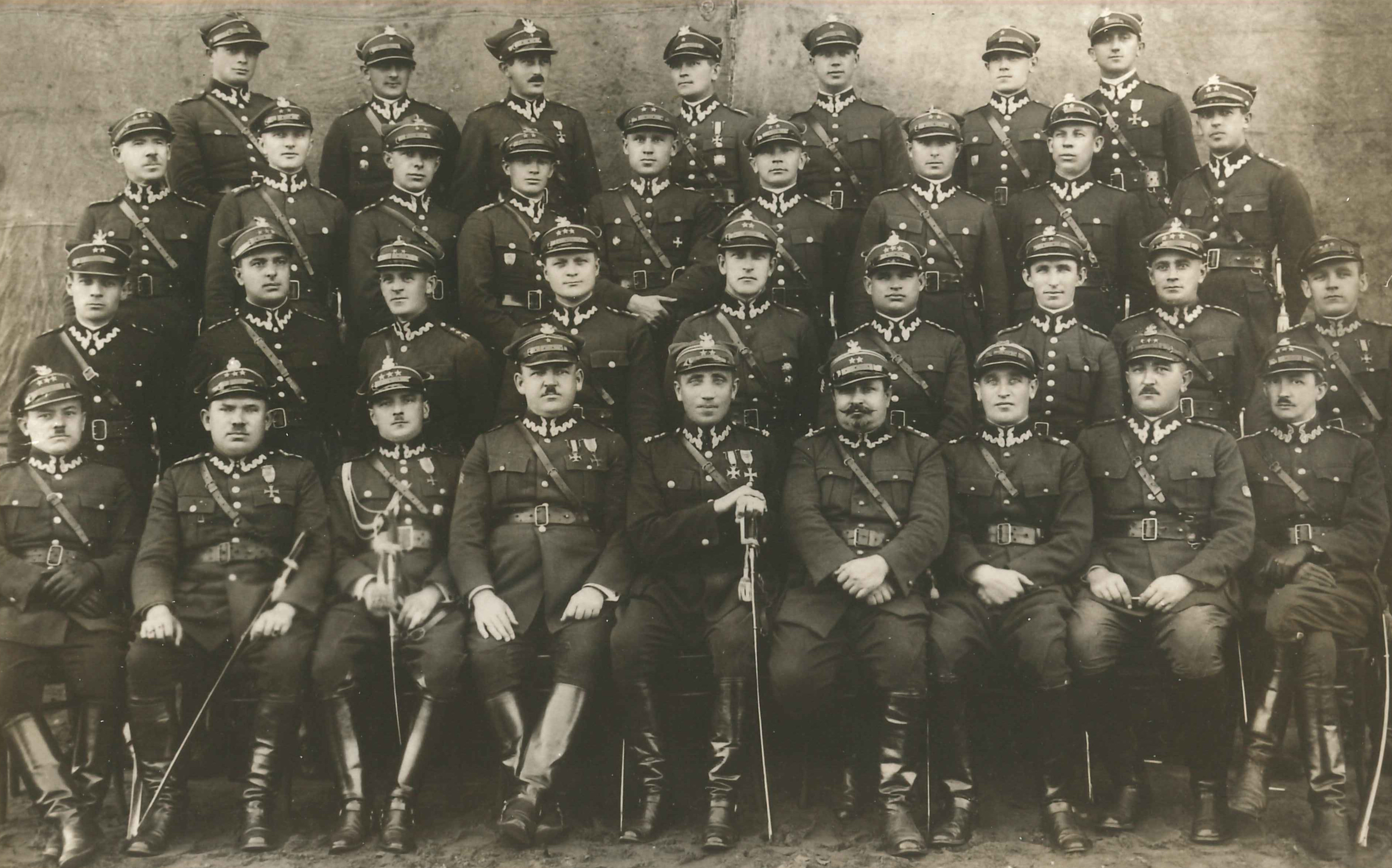
Kadra oficerska 14 pułku piechoty w II połowie 1928 roku. Od prawej siedzą: kpt. Stanisław Pietrzyk, kpt. Emil Zawisza, mjr Julian Czubryt, ppłk lek. Ewaryst Wąsowski, ppłk Ignacy Misiąg, mjr Mikołaj Świderski, kpt. Stanisław Trojan, kpt. Ludwik Wlazełko i kpt. Józef Tkaczyk. Pośrodku III rzędu od dołu stoi por. Jan Herman

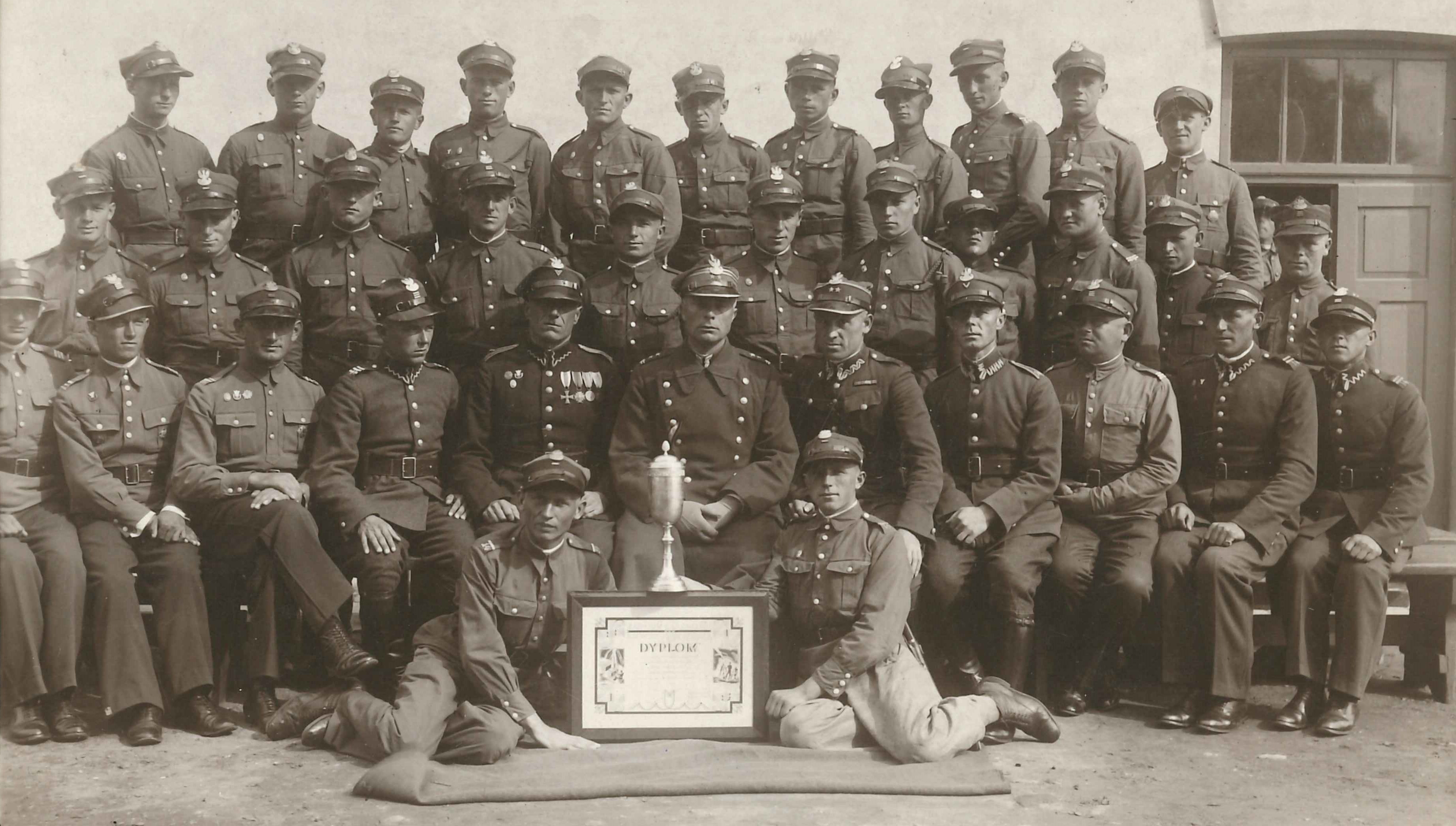
Pluton łączności 14 pp we wrześniu 1933. W środku siedzi ppłk Franciszek Sudoł, a na prawo od niego por. Jan Herman (dowódca plutonu)

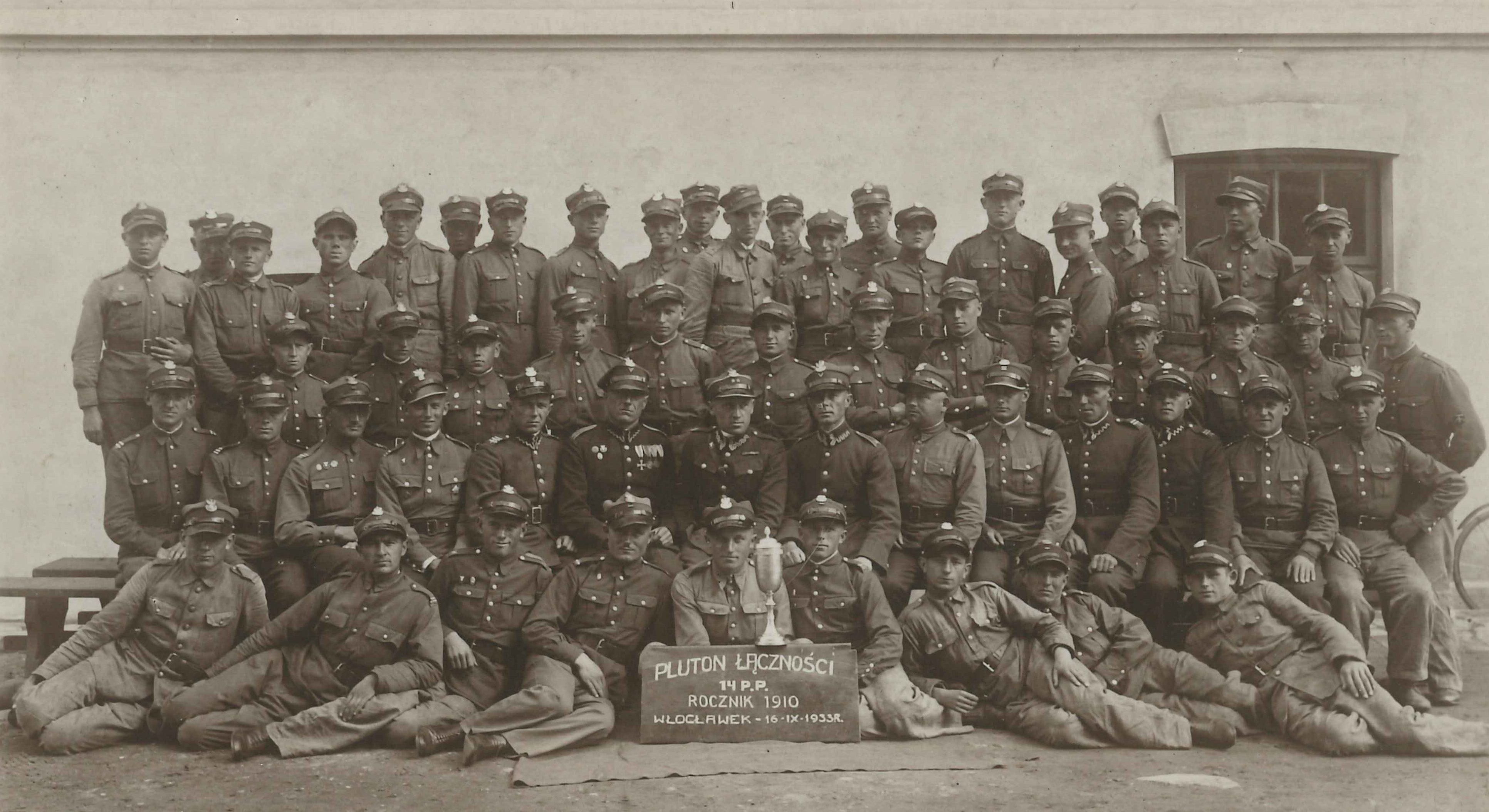
Pluton łączności 14 pułku piechoty w dniu 16 września 1933. W środku siedzi dowódca plutonu - por. Jan Herman

Jan Herman (ur. 17 czerwca 1901, zm. 15 września 1939 w Podsośninie nad Tanwią) – kapitan piechoty Wojska Polskiego, od 2 września 1939 roku dowódca II batalionu 74 pułku piechoty.

## Życiorys
Urodzony 17 czerwca 1901 r., uczestnik wojny polsko-bolszewickiej 1919–1920. Po jej zakończeniu służył w Wojsku Polskim jako podoficer zawodowy. W latach 1924–1926 kształcił się w Oficerskiej Szkole dla Podoficerów w Bydgoszczy.  
Rozporządzeniem Prezydenta Rzeczypospolitej Ignacego Mościckiego mianowany został na stopień podporucznika w korpusie oficerów piechoty, ze starszeństwem z dnia 15 sierpnia 1926 roku i 72. lokatą. Na podstawie rozporządzenia Ministra Spraw Wojskowych – marszałka Józefa Piłsudskiego – wcielony został do 14 pułku piechoty stacjonującego we Włocławku (w pułku tym pełnił służbę do 1934 roku). W roku 1928 zajmował 71. lokatę w swoim starszeństwie pośród podporuczników piechoty. 
Awansowany do stopnia porucznika piechoty został ze starszeństwem z dnia 15 sierpnia 1928 roku i 44. lokatą. W 1930 roku jako porucznik 14 pułku piechoty zajmował 2043. lokatę łączną w korpusie piechoty (była to jednocześnie 43. lokata w starszeństwie). Z dniem 3 lutego 1931 r. oddelegowany został na 5-miesięczny kurs obserwatorów lotniczych dla oficerów broni przy Centrum Wyszkolenia Lotniczego w Dęblinie. W roku 1932 zajmował nadal 43. lokatę wśród poruczników piechoty w swoim starszeństwie. Z dniem 3 października 1932 r. został skierowany do Centrum Wyszkolenia Łączności w Zegrzu, na 5-miesięczny kurs oficerów łączności innych broni, na którym przebywał do 2 marca 1933 roku. Na dzień 1 lipca 1933 roku zajmował już 42. lokatę wśród poruczników piechoty w swoim starszeństwie (była to jednocześnie 1378. lokata łączna wśród wszystkich poruczników korpusu piechoty). W toku swej służby we włocławskim pułku Jan Herman piastował między innymi stanowisko powiatowego komendanta PW i WF. Dowodził również plutonem łączności 14 pułku piechoty, który w roku 1933 zdobył puchar przechodni 4 Dywizji Piechoty.

## Służba w Korpusie Ochrony Pogranicza[c]
Na mocy rozkazu Biura Personalnego Ministerstwa Spraw Wojskowych z dnia 14 marca 1934 roku (rozkaz Nr 3110-105/Piech.151/34) porucznik Jan Herman został przeniesiony, w korpusie oficerów piechoty, z 14 pułku piechoty do Korpusu Ochrony Pogranicza, co potwierdzone zostało następnie zarządzeniem Ministra Spraw Wojskowych opublikowanym w czerwcu 1934 roku. Rozkazem Nr 22 Dowództwa KOP z dnia 17 kwietnia 1934 r. został przydzielony do batalionu „Kleck”, na stanowisko dowódcy plutonu łączności. Zarządzeniem Prezydenta Rzeczypospolitej z dnia 27 czerwca 1935 r. został awansowany do rangi kapitana, ze starszeństwem z dnia 1 stycznia 1935 roku i 219. lokatą w korpusie oficerów piechoty. Na dzień 5 czerwca 1935 roku zajmował 2191. lokatę łączną pośród wszystkich kapitanów piechoty (była to nadal 219. lokata w swym starszeństwie). W dniu 7 września 1935 r. uzyskał prawo do noszenia Państwowej Odznaki Sportowej klasy II stopnia 4. Na mocy Rozkazu Tajnego Nr 34 wydanego przez Dowództwo KOP w dniu 5 listopada 1935 roku kpt. Jan Herman został przeniesiony z batalionu „Kleck” do pułku KOP „Sarny” – na stanowisko oficera łączności pułku. W dniu 11 listopada 1936 roku została mu nadana Odznaka Pamiątkowa KOP „Za Służbę Graniczną”. Pod koniec 1937 roku piastował już stanowisko oficera ewidencyjno-personalnego pułku „Sarny” (zajmował wówczas kwaterę przy ulicy Leśnej nr 5 w Sarnach). W okresie od 14 do 22 grudnia 1937 r. przebywał w Centralnej Szkole Podoficerów KOP w Osowcu na kursie granicznym. Z dniem 5 marca 1938 roku kpt. Hermanowi został przydzielony ordynans osobisty, którym został strzelec Stefan Wiśniewski. Od 19 do 24 marca 1938 r. przebywał służbowo w Warszawie na kursie informacyjno-granicznym zorganizowanym przy Dowództwie KOP. Z dniem 1 kwietnia 1938 roku została mu przydzielona kwatera stała położona przy ulicy KOP nr 2 w Sarnach (pozostawał w tym czasie nadal oficerem dowództwa pułku „Sarny”). Dowódca KOP rozkazem Nr 23 z dnia 10 maja 1938 roku nadał kapitanowi Janowi Hermanowi Brązowy Medal za Długoletnią Służbę.

## Służba w 74 pułku piechoty
Na mocy rozkazu Dowództwa KOP (rozkaz o sygnaturze L. dz. 5630/Tj.Pers.I./38) kpt. Herman został przeniesiony z Korpusu Ochrony Pogranicza do 74 pułku piechoty stacjonującego w Lublińcu. Do nowego miejsca swej służby wyjechał pod koniec października 1938 roku.
Na dzień 23 marca 1939 r. piastował funkcję dowódcy 4 kompanii w II batalionie 74 pułku piechoty. W tym czasie zajmował już 190. lokatę wśród kapitanów piechoty w swoim starszeństwie.

## Kampania wrześniowa
Kampanię wrześniową 1939 r. rozpoczął na stanowisku dowódcy 4 kompanii strzeleckiej w II batalionie 74 pp (wchodzącego w skład 7 Dywizji Piechoty), ale już w dniu 2 września objął dowodzenie nad II batalionem. Po rozbiciu 7 Dywizji Piechoty dołączył ze swym batalionem do 12 pułku piechoty ze składu 6 Dywizji Piechoty Armii „Kraków”. Walczył z wrogiem na szlaku bojowym od Lublińca po Lubelszczyznę. Poległ dnia 15 września 1939 r. w miejscowości Podsośnina nad Tanwią (powiat biłgorajski), podczas bitwy pod Łukową – Podsośniną. Pochowany został na cmentarzu we wsi Sigła (cmentarz wojenny Aleksandrów – Sigła).

## Awanse
- podporucznik – 15 sierpnia 1926, 72. lokata[1]
- porucznik – 15 sierpnia 1928, 44. lokata[6][7]
- kapitan – 1 stycznia 1935, 219. lokata[17][7]

## Odznaczenia
- Medal Pamiątkowy za Wojnę 1918–1921[27]
- Medal Dziesięciolecia Odzyskanej Niepodległości[27]
- Brązowy Medal za Długoletnią Służbę[e]
- Odznaka Pamiątkowa Korpusu Ochrony Pogranicza „Za Służbę Graniczną”[f]
- Państwowa Odznaka Sportowa klasy II stopnia 4[g]